# Studentenzentrum Lahnberge

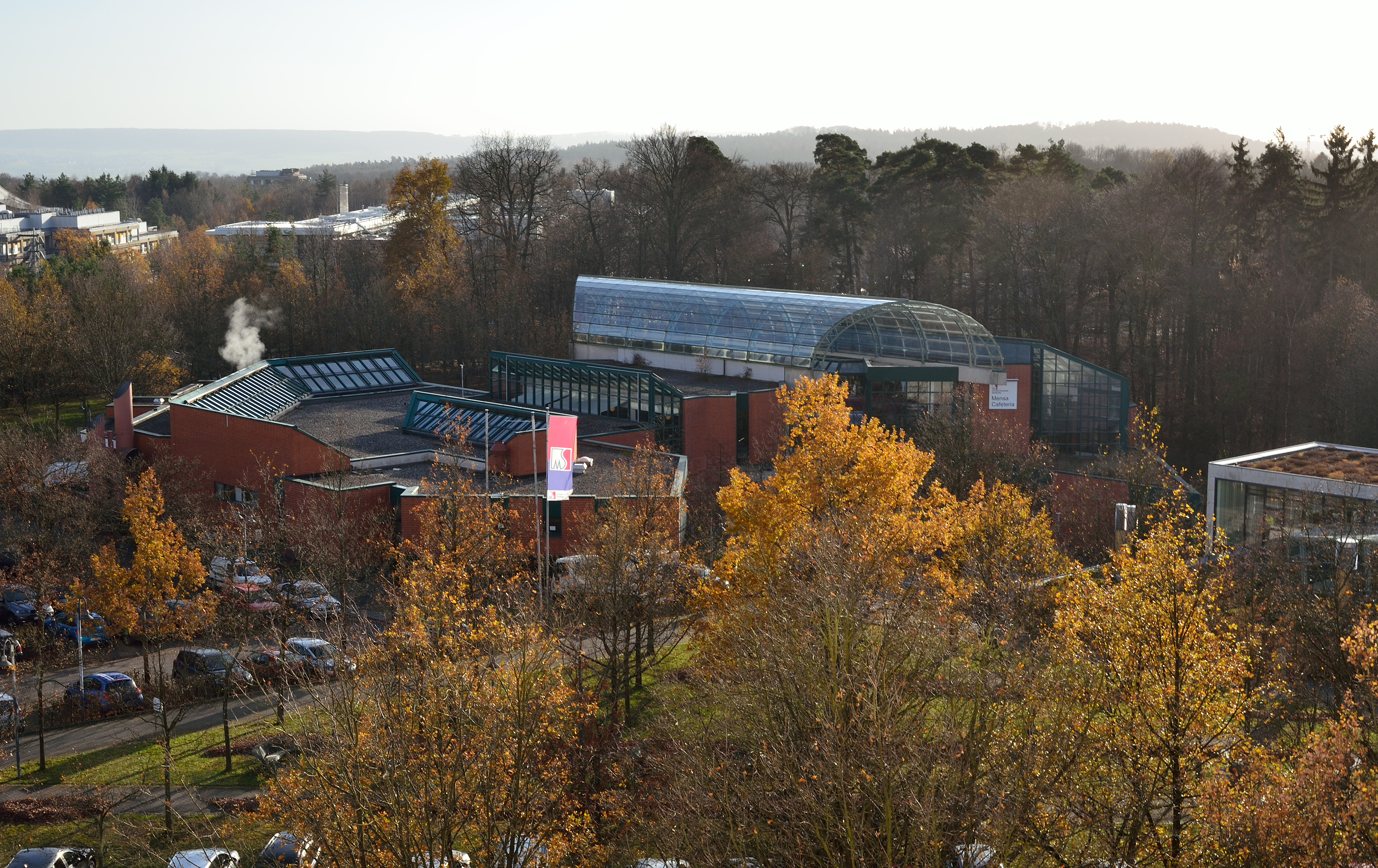
Die Mensa auf den Lahnbergen

Das Studentenzentrum Lahnberge ist ein multifunktionaler Hochschulbau auf dem naturwissenschaftlich-medizinischen Campus der Philipps-Universität Marburg auf den Lahnbergen. Es wurde 1983 eröffnet und wird vom Studierendenwerk Marburg betrieben. Zentrales Element ist die Mensa Lahnberge, eine der beiden Hauptmensen der Universität, die primär Studierende und Mitarbeitende der naturwissenschaftlichen Fachbereiche, der Medizin und der Pharmazie versorgt.

## Geschichte
Das Studentenzentrum wurde im Zuge des Ausbaus der Philipps-Universität auf den Lahnbergen konzipiert, um die wachsende Zahl von Studierenden und Beschäftigten in den neu errichteten Institutsgebäuden gastronomisch zu versorgen. Die Bauarbeiten begannen im Jahr 1982; die Inbetriebnahme erfolgte am 17. Oktober 1983.
Der Entwurf stammt vom Wiesbadener Architekten Karl-Heinz Vesterling und wurde als Teil eines umfassenderen „Studentenhauses“ auf dem Campus realisiert. Neben der Mensa beherbergt der Komplex auch eine Cafeteria, Veranstaltungsräume sowie Verwaltungsflächen für das Studentenwerk.

## Architektur
Architekturhistorisch ist das Studentenzentrum Lahnberge ein Beispiel für die Auflösung des sogenannten Marburger Bausystems, das ab den 1960er Jahren für eine funktionalistische, rasterbasierte Architektur im Hochschulbau stand. Dieses System strebte eine stilistisch einheitliche, wirtschaftlich effiziente Universitätsarchitektur an, bei der Gebäude modular und mit standardisierten Materialien geplant wurden.
Der Entwurf von Karl-Heinz Vesterling stellt einen bewussten Bruch mit diesem Konzept dar. Statt sich den orthogonalen Grundrastern der Lahnberge unterzuordnen, wurde der Baukörper um 45 Grad zur regulären Campusstruktur gedreht. Dadurch entstand eine eigenständige Baufigur, die sich von den übrigen Institutsbauten deutlich abhebt.
Die Gestaltung setzt auf ein „spielerisches“ Zusammenspiel geometrischer Formen, offenen Raumbezügen und intensiver Farbgebung. Die Außenfassade kombiniert eine Leichtmetallverkleidung mit grün akzentuierten Profilen, während Ziegelmauerwerk, Sichtbeton und Strukturputz im Innern ein abwechslungsreiches Materialbild schaffen. Charakteristisches Element ist die zentrale, tonnenförmige Glas-Stahl-Überwölbung, die zwei Hauptbaukörper überspannt und einen lichtdurchfluteten Durchgangsraum bildet.
Der Bau ist als vielschichtige Raumfolge angelegt:
- Der polygonale Speisesaal bietet rund 600 Sitzplätze und weist Sichtbeziehungen zu anderen Ebenen auf.
- Zwei verglaste Brücken führen zu einer Galerie mit weiteren Sitzplätzen.
- Eine zweigeschossige Cafeteria ergänzt das Angebot mit etwa 200 Sitzplätzen.

Die Küche ist als sogenannte Relaisküche konzipiert und für die Ausgabe von bis zu 2.600 Mahlzeiten täglich dimensioniert.
Mit seiner gestalterischen Eigenständigkeit und der bewussten Abkehr vom bis dahin dominierenden architektonischen Leitbild gilt das Studentenzentrum Lahnberge als ein architekturhistorisch bedeutsames Beispiel für den Übergang von standardisierter Universitätsarchitektur hin zu individualisierter, identitätsstiftender Baukunst im Hochschulkontext und für die postmoderne Architektur im Marburger Stadtgebiet.
Die Baukosten beliefen sich inklusive Ausstattung auf 21,3 Millionen Deutsche Mark.

## Nutzung
Die Mensa dient als zentrales Verpflegungsangebot für Studierende der naturwissenschaftlichen Institute, der Medizin, der Pharmazie sowie für die Beschäftigten des Campus. Neben dem regulären Mittagsbetrieb werden auch Snacks, Getränke und Kaffeeangebote bereitgestellt. Die Mensa ist über eine direkte Busverbindung mit der Innenstadt und dem Marburger Hauptbahnhof verknüpft.